# Sankt Oswald (Bawaria)
Sankt Oswald – obszar wolny administracyjnie (gemeindefreies Gebiet) w Niemczech w kraju związkowym Bawaria, w rejencji Dolna Bawaria, w regionie Donau-Wald, w powiecie Freyung-Grafenau. Teren jest niezamieszkany.  